# Passeport namibien
Le passeport namibien est un document de voyage international délivré aux ressortissants namibiens, et qui peut aussi servir de preuve de la citoyenneté namibienne.

## Liste des pays sans visa ou visa à l'arrivée
Allemagne 